# وليم جي. كرادوك
وليم جي. كرادوك (بالإنجليزية: William J. Craddock)‏ (16 يوليو 1946، لوس غاتوس في الولايات المتحدة - 16 مارس 2004، سانتا كروز في الولايات المتحدة)؛ روائي أمريكي.